# 鄭甫
郑甫，元朝地方官员，泽州阳城人。郑鼎的弟弟。
郑甫不到二十岁时，哥哥郑鼎带着他入见忽必烈，忽必烈见他长相伟岸，命他在左右供事。郑甫勇敢谋略绝人，喜欢读书，善骑射，跟随郑鼎西征阿里不哥有功。历任阳曲县、长子县、阳城县、潞县、平棘縣五县尹，有政绩，升任为平定州、潞州同知，不跟随长官加重铁冶课税，改任邠州知州，皇帝授玺书，前职不变，兼管民万户。致仕后去世。其子鄭昂霄。